# Vaiden
Vaiden è una città (town) degli Stati Uniti d'America, situata nella contea di Carroll, nello Stato del Mississippi.